# A Star Is Born (1976)
A Star Is Born ist ein US-amerikanisches Filmdrama von Frank Pierson aus dem Jahre 1976 mit Barbra Streisand und Kris Kristofferson in den Hauptrollen. Es ist eine Neuverfilmung des Films Ein Stern geht auf von 1937, der 1954 schon einmal als Ein neuer Stern am Himmel neu verfilmt worden war. 2018 folgte eine weitere Verfilmung des Stoffs.

## Handlung
Die dritte Bearbeitung des Stoffes versetzt die Story von der Filmwelt in die Welt der Rockmusik. Der gefeierte Rockstar John Norman Howard lebt sich und seinen Erfolg mit dem intensiven Konsum von Alkohol und Drogen aus. Unmittelbar nach einem aus diesem Grund misslungenen Konzert stört er in einem Nachtclub den Auftritt der erfolglosen Sängerin Esther Hoffman. Auf der einen Seite ist sie zwar erbost über sein Verhalten, andererseits ist sie von ihm auch fasziniert – ebenso wie er von ihr. Eine Liebesgeschichte mit einigen Wirrungen und einer Zeit erneuter Trennung beginnt, bis sie schließlich heiraten.
Howard will ihr nun auch zu einer eigenen Karriere als Sängerin verhelfen und drängt sie, bei einem seiner eigenen Konzerte auf die Bühne zu gehen. Dieses Gastspiel wird für Hoffman der erste Schritt zum Erfolg. Das Publikum ist begeistert, sie wird von der Musikindustrie entdeckt, nimmt eine eigene Schallplatte auf und beginnt eine steile Karriere. Gleichzeitig beginnt Howards Karriere zu stagnieren; seine neue Schallplatte verkauft sich schlecht.
Zunächst setzt sich Howard noch für den Erfolg seiner Frau ein und arbeitet daran mit, sie zum Star aufzubauen. Als ihm aber der eigene Erfolg immer mehr versagt bleibt, nehmen die Spannungen zwischen den Eheleuten zu. Er flüchtet sich noch tiefer in Alkohol und Drogen und versinkt als Künstler in der Bedeutungslosigkeit. Als er das Tief überwunden hat und die Beziehung wieder in normale Bahnen zu kommen beginnt, stirbt er bei einem Unfall.

## Kritiken
Das Heyne Filmlexikon schrieb, „die Neufassung des alten und schönen Judy-Garland-Films geriet zu einem schrecklichen Rührstück, weil Barbra Streisand den unglücklichen Ehrgeiz hatte, gewissermaßen auch noch die Regie an sich zu reißen“. Die Liebesszenen würden diesen Eindruck untermauern: „spröder hätten sie kaum ausfallen können“.
Film-dienst schrieb, der Film verschenke das Thema „durch die oberflächliche Psychologisierung der Personen und die auf äußerliche Schauwerte ausgerichtete Inszenierung“. Er sei „keine kritische Auseinandersetzung mit dem Showgeschäft, sondern eine süßlich-banale Liebesgeschichte“.
Die Zeit schrieb im März 1978: „Ihren Co-Star Kris Kristofferson degradiert Miss Streisand zum simplen Stichwort-Geber. Und sie tut auch ihr möglichstes, mit bombastischen Dekors, Dialogen und Kostümen ihre unleugbare Präsenz als Performer zu erschlagen.“ A Star is Born sei ein „überlebensgroßer Ego-Trip: Narzissmus mit selbstzerstörerischen Zügen.“

## Auszeichnungen
Der Film erhielt folgende Auszeichnungen und Nominierungen:
Oscars 1977
- Oscar in der Kategorie Bester Song an Barbra Streisand und Paul Williams für den Song „Evergreen (Love Theme from A Star Is Born)“
- Nominierungen in den Kategorien Beste Kamera, Beste Filmmusik und Bester Ton

Golden Globe Awards 1977
- Golden Globe in der Kategorie Bester Film – Komödie oder Musical
- Golden Globe in der Kategorie Bester Hauptdarsteller – Komödie oder Musical an Kris Kristofferson
- Golden Globe in der Kategorie Beste Hauptdarstellerin – Komödie oder Musical an Barbra Streisand
- Golden Globe in der Kategorie Beste Filmmusik
- Golden Globe in der Kategorie Bester Filmsong an Barbra Streisand und Paul Williams für den Song Evergreen

BAFTA Awards 1978
- Nominierungen für den BAFTA Award in zwei Kategorien, darunter für die Beste Filmmusik

Grammy Awards 1978
- Grammy Award in der Kategorie Song des Jahres an Barbra Streisand und Paul Williams für den Song Evergreen
- Grammy Award in der Kategorie Bestes Arrangement mit Gesangsbegleitung an Barbra Streisand und Paul Williams für den Song Evergreen

ASCAP Film and Television Music Award
- Auszeichnung an Barbra Streisand und Paul Williams für den Song Evergreen